# Idiops kentanicus
Idiops kentanicus är en spindelart som först beskrevs av William Frederick Purcell 1903.  Idiops kentanicus ingår i släktet Idiops och familjen Idiopidae. Inga underarter finns listade i Catalogue of Life.